# Edwin Hauberrisser
Edwin Hauberrisser (* 30. April 1882 in München; † 12. November 1964 in Nürnberg) war ein deutscher Zahnmediziner sowie Mund-, Gesichts- und Kieferchirurg.
Hauberrisser war der Sohn des Architekten Georg von Hauberrisser. Er legte 1901 das Abitur am Münchner Luitpold-Gymnasium ab. Von 1901 bis 1908 diente er im Heer. Darauf studierte er von 1908 bis 1911 Zahnmedizin in München und Göttingen bis zur Approbation als Zahnarzt und 1914 als Arzt in Göttingen. Seit dem 23. Juni 1906 war er mit Irma Anna Aline von Mann Edle von Tiechler (1885–1931) verheiratet, Tochter des Majors z. D. und Pferdevormusterungskommissars Adolf Hermann Eduard Konstantion Ritter von Mann Edler von Tiechler. 
Von 1914 bis 1918 diente er im Ersten Weltkrieg als Rittmeister. 1919 wurde er in Göttingen promoviert und 1924 habilitiert. Als stv. Leiter der Zahnklinik lehrte er als Privatdozent. 1931 wurde er zum ao. Professor ernannt. Er führte 1932 in Göttingen die erste Evipan-Narkose durch. Hauberrisser trat zum 1. Mai 1933 in die NSDAP (Mitgliedsnummer 2.612.419) und im selben Jahr in die SA ein. Im November 1933 unterzeichnete er das Bekenntnis der deutschen Professoren zu Adolf Hitler, 1934 wurde er förderndes Mitglied der SS. Er wurde am 1. Mai 1934 Leiter der Zahnklinik an der Universität Bonn und sorgte für die Entlassung von Assistenten, die bis 1933 unter dem aus rassischen und politischen Gründen entlassenen Alfred Kantorowicz gearbeitet hatten. Am 1. Oktober 1935 übernahm er die Leitung der Zahnklinik der Universität Erlangen.
Am 4. Juli 1945 wurde er von den Amerikanern entlassen und 1947 in den Ruhestand versetzt. Als Privatarzt arbeitete er darauf in Regensburg, wo er Belegarzt und schließlich Leiter der Abteilung für Kiefer- und Gesichtschirurgie am Städtischen Krankenhaus wurde.
Hauberrisser gehörte zum NS-Ärztebund und NS-Dozentenbund. Er war Mitarbeiter im Amt für Volksgesundheit der NSDAP und seit 1942 Mitglied der Arbeitsgemeinschaft zur Erforschung der Heilpflanzen um Alfred Brauchle.

## Schriften
- mit Fritz Schönfeld: Über die Quellung von Bindegewebe (1913)
- Über dentale Kiefer-Osteomyelitis (dentaler Markabszess). In: Deutsche Vierteljahrschr. f. Zahnchirurgie, München/Wiesbaden 1922, S. 67‒75.
- Mitautor in Alfred Brauchle: Ergebnisse aus der Gemeinschaftsarbeit von Naturheilkunde und Schulmedizin (1940)